# Yu-Gi-Oh! Ultimate Masters: World Championship Tournament 2006
Yu-Gi-Oh! Ultimate Masters: World Championship Tournament 2006, ook wel bekend onder de namen Yu-Gi-Oh Duel Monsters Expert 2006 in Japan, en Yu-Gi-Oh World Championship Tournament 2006 in Europa, is een computerspel voor de Game Boy Advance, gebaseerd op de Yu-Gi-Oh!-franchise.
In het spel moet de speler het opnemen tegen computer gestuurde tegenstanders in verschillende duels.

## Achtergrond
Yu-Gi-Oh! Ultimate Masters - World Championship Tournament 2006 bevat meer dan 2000 kaarten om een deck mee samen te stellen. Deze kaarten kunnen worden gekocht in booster packs gelijk aan de booster packs van het Yu-Gi-Oh! Ruilkaartspel. Naarmate het spel vordert komen er meer kaarten beschikbaar.
Net als bij vorige spellen kan men een bepaalde kaart krijgen middels een wachtwoord.
Hoewel het nog wel mogelijk is andere spelers uit te dagen voor een duel door beide Game Boy’s met elkaar te verbinden, is uitwisselen van kaarten niet langer mogelijk. In plaats van bekende personages uit de animeseries neemt de speler het op tegen duelmonsters die zelf een deck met kaarten gebruiken.